# Aglaomorpha cornucopia
Aglaomorpha cornucopia là một loài thực vật có mạch trong họ Polypodiaceae. Loài này được (Copel.) M.C. Roos miêu tả khoa học đầu tiên năm 1985.